# Бессемер (Алабама)
Бе́ссемер (англ. Bessemer) — город в США, на севере центральной части штата Алабама, в округе Джефферсон.

## География и экономика
Площадь города составляет 105,6 км², из них 0,2 км² (0,17 %) занимают поверхностные воды. Расположен в 29 км к юго-западу от города Бирмингем.
Бессемер расположен в центральной части железорудного и известнякового района Алабамы, на юге долины Джонс. Железная руда добывалась ранее на холмах на юго-восточной оконечности города, уголь добывался (и до сих пор добывается) на севере и западе, месторождения известняка расположены также неподалёку. Наличие этих полезных ископаемых сделало Бессемер крупным центром сталелитейной промышленности начиная с 1890-х годов и на протяжении XX века. На сегодняшний день выплавка стали не осществляется непосредственно в границах города, однако имеет место поблизости.

## Население
Население города по данным на 2013 год — 27 053 человека.
Население города по данным переписи 2000 года — 29 672 человека. Плотность населения — 282 чел/км². Расовый состав: белые (28,93 %); афроамериканцы (69,55 %); коренные американцы (0,28 %); азиаты (0,18 %); жители островов Тихого океана (0,02 %); представители других рас (0,30 %) и представители двух и более рас (0,74 %). Латиноамериканцы всех рас составляют 1,14 % населения.
26,8 % населения города — лица в возрасте младше 18 лет; 9,6 % — от 18 до 24 лет; 26,1 % — от 25 до 44 лет; 21,1 % — от 45 до 64 лет и 16,4 % — 65 лет и старше. Средний возраст населения — 36 лет. На каждые 100 женщин приходится 82,9 мужчин. На каждые 100 женщин в возрасте старше 18 лет — 75,8 мужчин.
Средний доход на домохозяйство — $23 066, средний доход на семью — $28 230, средний доход на душу населения — $12 232. Около 24,2 % семей и 27,2 % населения живут за чертой бедности.
Динамика численности населения города по годам:
| 1950   | 1960   | 1970   | 1980   | 1990   | 2000   | 2010   |
| ------ | ------ | ------ | ------ | ------ | ------ | ------ |
| 28 445 | 32 681 | 33 428 | 31 729 | 33 497 | 29 672 | 27 456 |

## Транспорт
Город обслуживается небольшим аэропортом Бессемер.